# Doftfunkia
Doftfunkia (Hosta plantaginea) är en sparrisväxtart som först beskrevs av Jean-Baptiste de Lamarck, och fick sitt nu gällande namn av Paul Friedrich August Ascherson. Enligt Catalogue of Life ingår Doftfunkia i släktet funkior och familjen sparrisväxter, men enligt Dyntaxa är tillhörigheten istället släktet funkior och familjen sparrisväxter. Arten förekommer tillfälligt i Sverige, men reproducerar sig inte. Inga underarter finns listade i Catalogue of Life.

## Bildgalleri

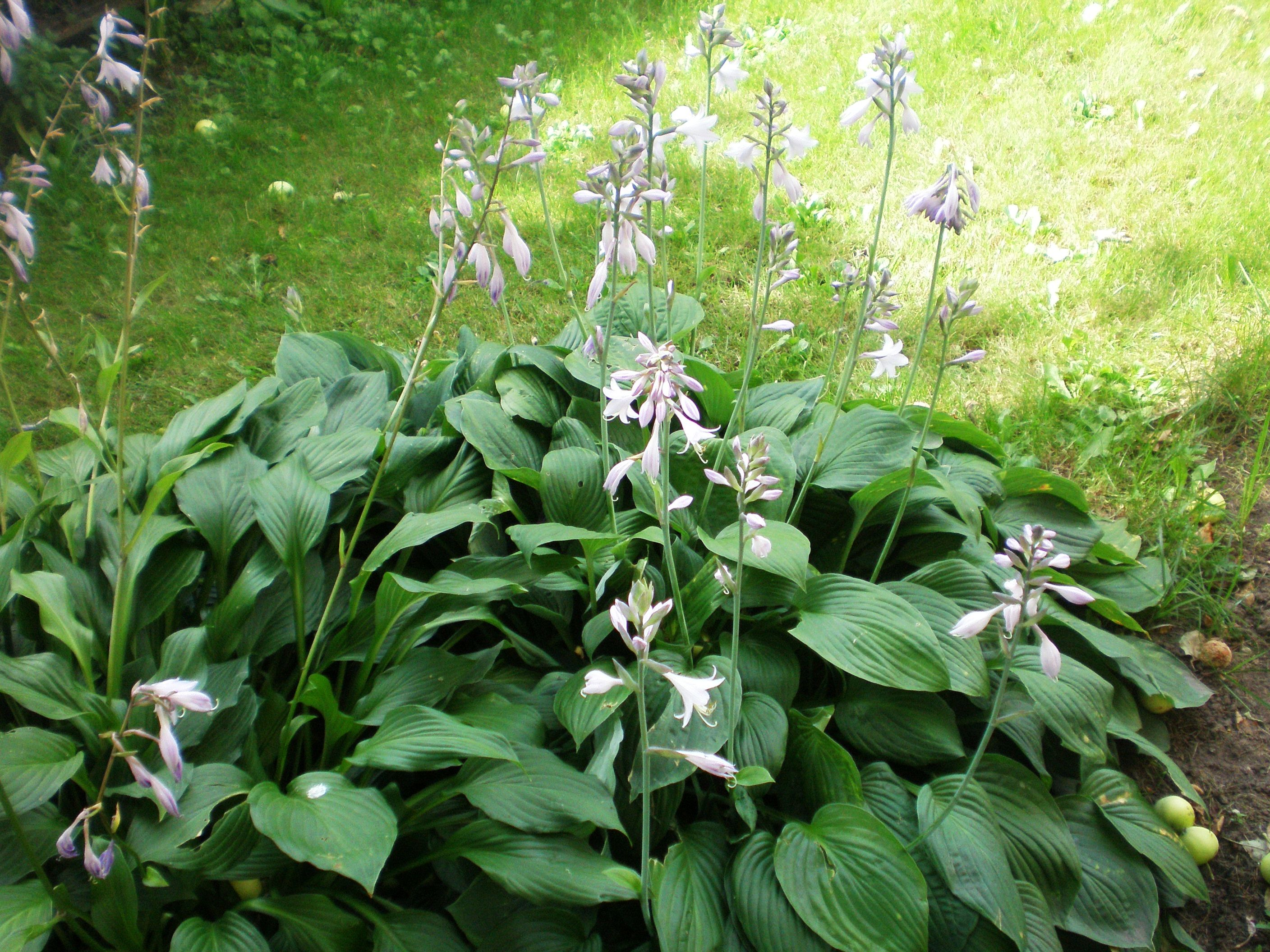
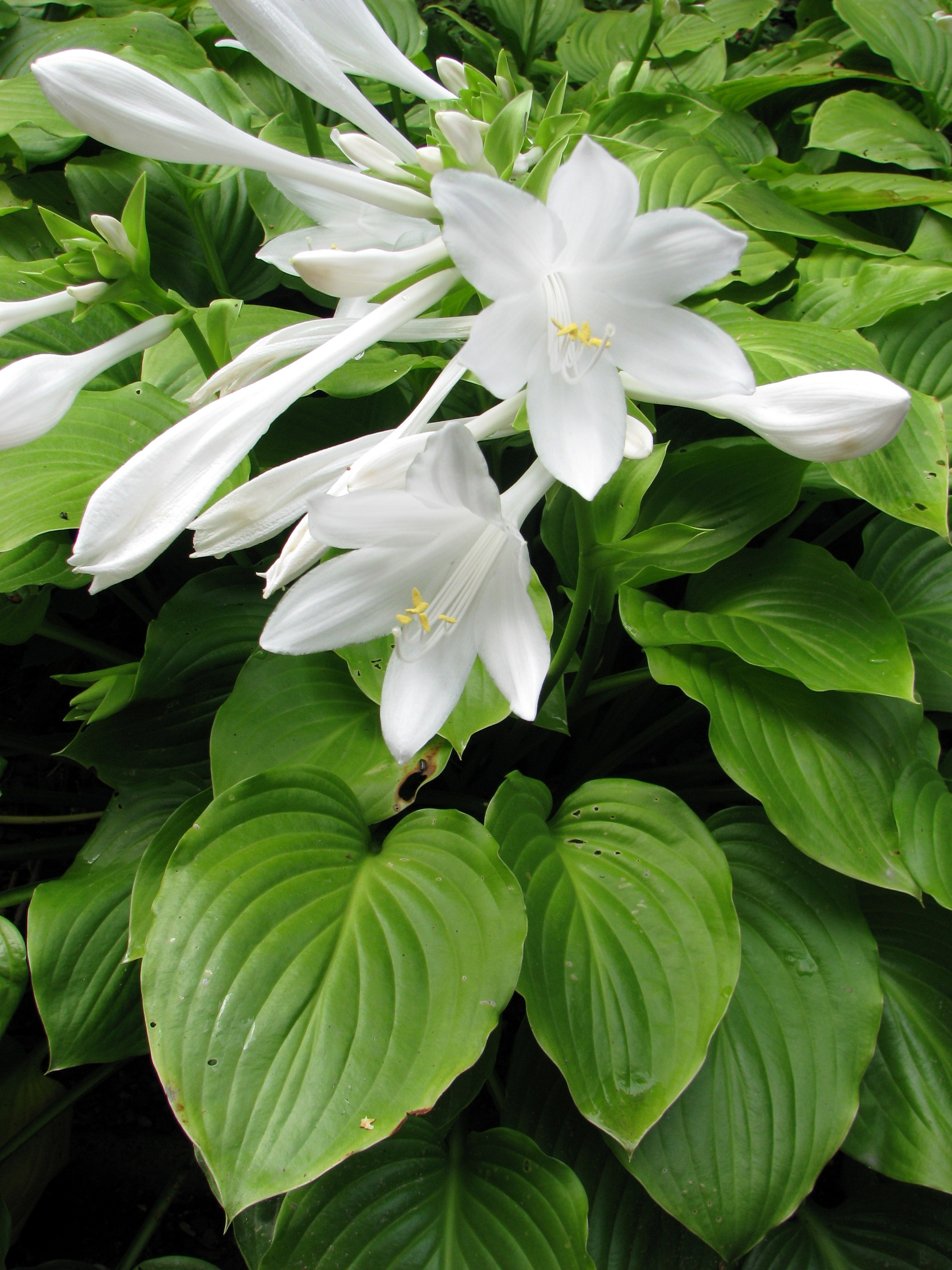
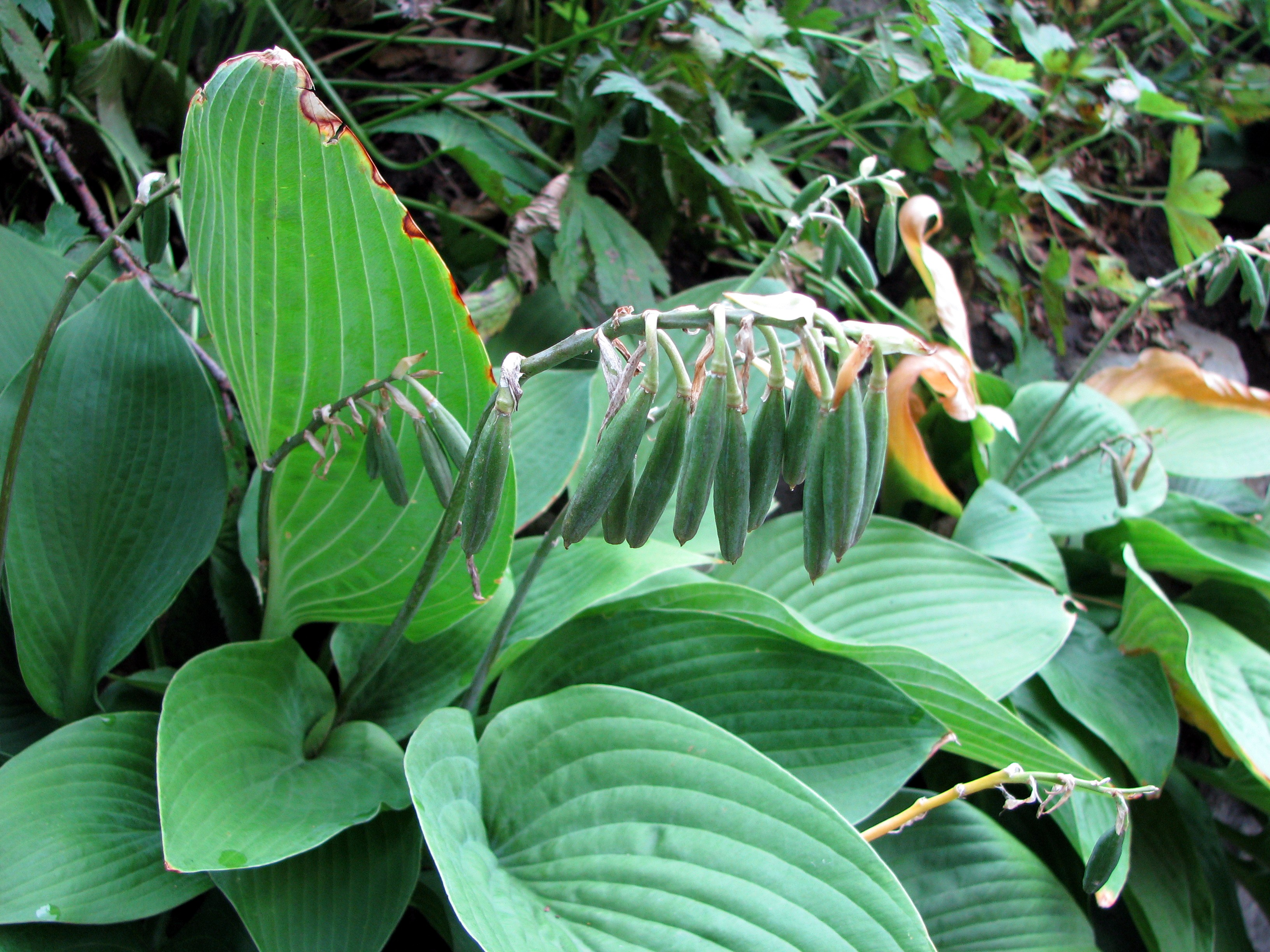
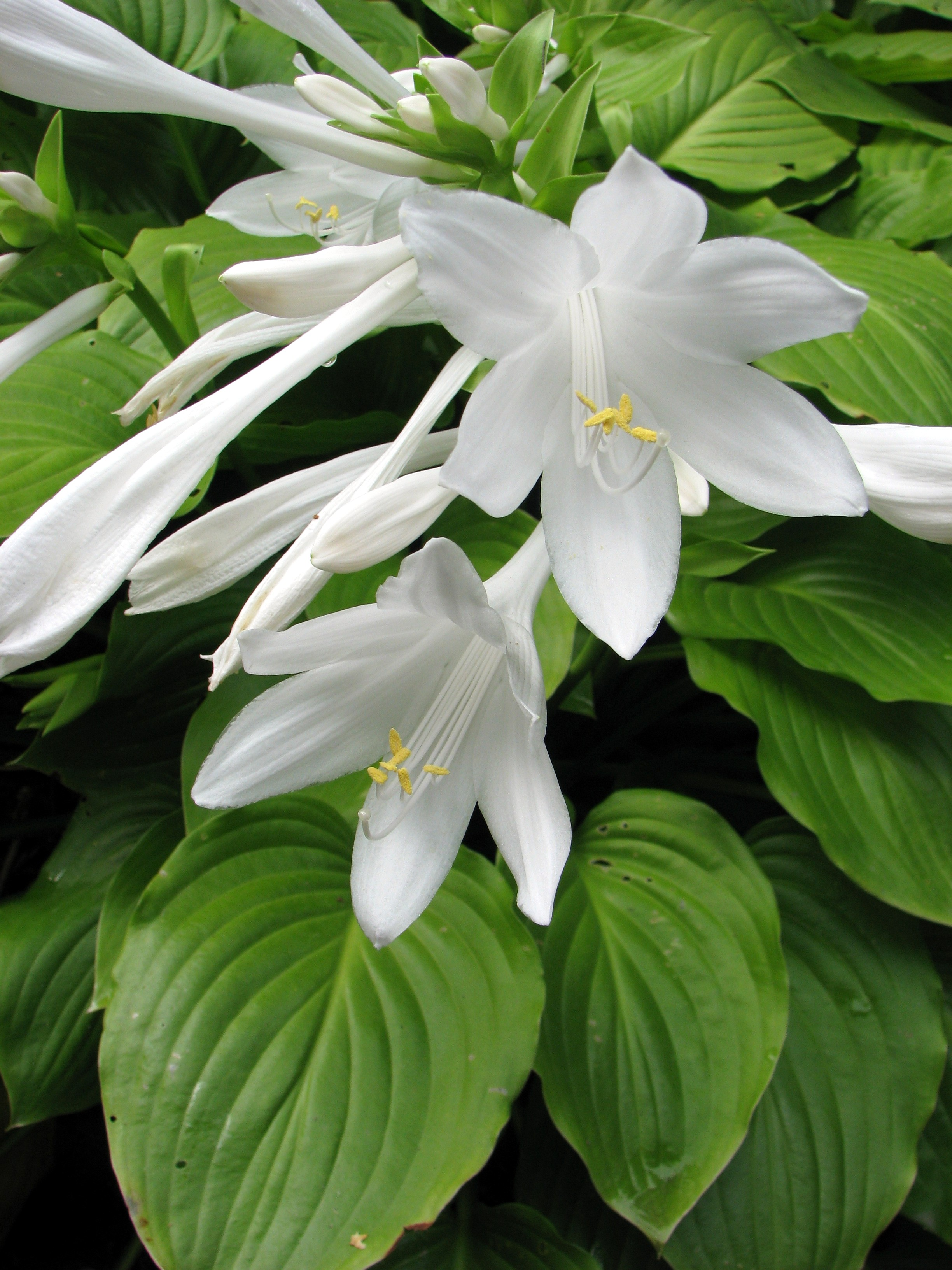
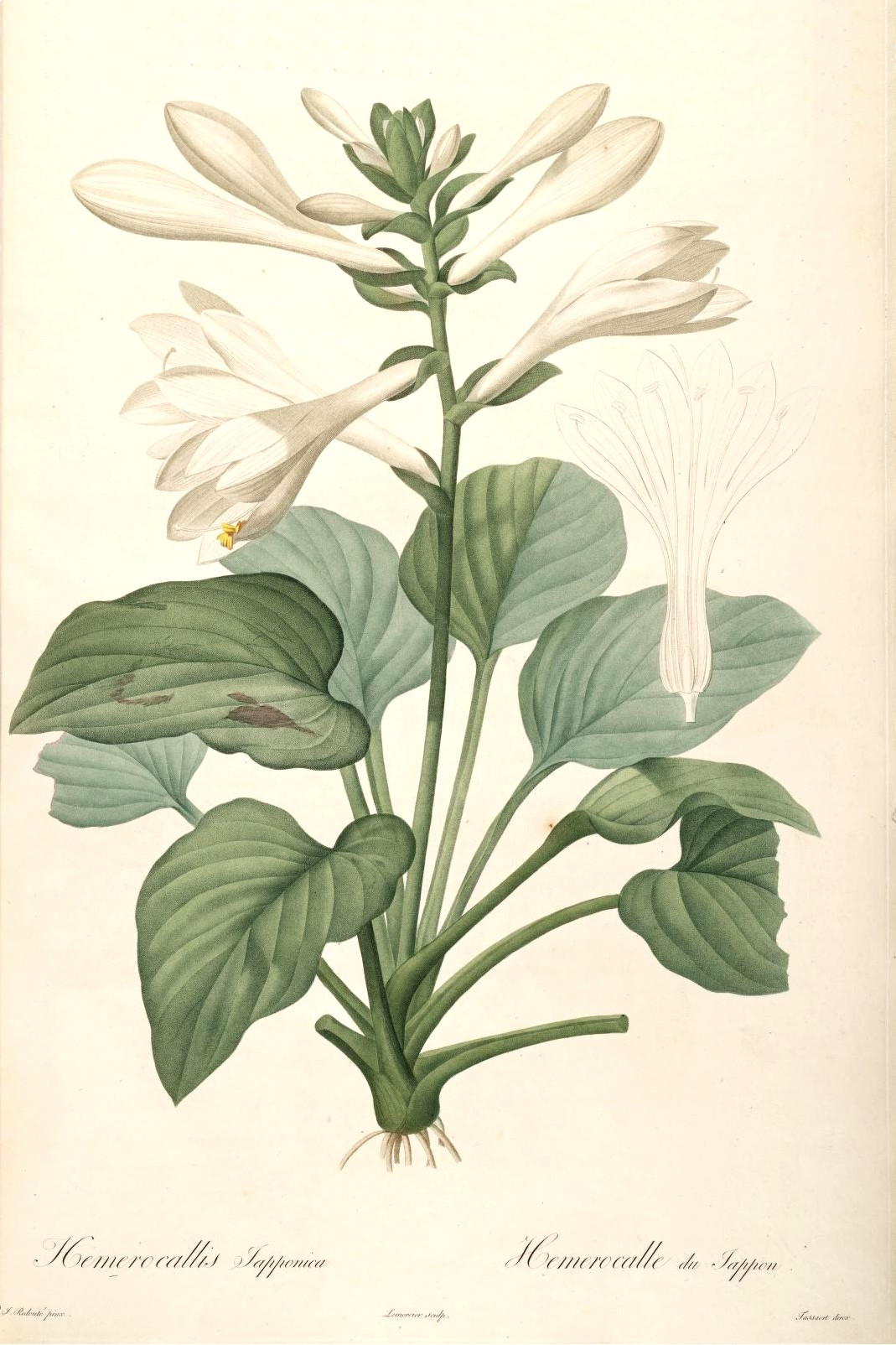